# Крючкоклюв-угольщик
Крючкоклюв-угольщик (лат. Diglossa carbonaria) — вид птиц из семейства танагровых. Птицы обитают в субтропических и тропических горных влажных и сильно деградированных лесах, на высоте 2200—4200 метров над уровнем моря, в Боливии от города Ла-Пас (в департаменте Ла-Пас юго-западнее через восточный хребет Анд до Санта-Круса и Чукисака) и северной Аргентине (северном Жужуе). Длина тела 14 см, масса около 11 граммов.